# فيرمن غالان
فيرمن غالان (بالإسبانية: Fermín Galán)‏ هو عسكري إسباني، ولد في 4 أكتوبر 1899 في سان فرناندو في إسبانيا، وتوفي في 14 ديسمبر 1930 في وشقة في إسبانيا.